# Don Beery
Donald Patterson Beery, detto Don (Fort Wayne, 23 febbraio 1920 – Tucson, 2 aprile 2016), è stato un cestista statunitense, professionista nella NBL.

## Carriera
Giocò una stagione nella NBL, disputando 11 partite con 0,7 punti di media.